# Rafael Señán González
Rafael Señán González (Ciudad Real, 1864-Granada, 1911) fue un fotógrafo español. Está considerado como uno de los creadores de la galería turística, así como uno de los más singulares fotógrafos españoles de la segunda mitad del siglo XIX y comienzos del XX.

## Biografía
Nacido en Ciudad Real en 1864, en su juventud se trasladó a Granada. Allí comenzó su actividad profesional en la década de 1880, realizando retratos a los turistas en los patios de la Alhambra. En 1898 se asoció con otro fotógrafo granadino, Rafael Garzón, y juntos abrieron la primera galería turística de España. El nombre de la sociedad fue «Garzón y Señán», mientras que la galería recibió el nombre de «Patio árabe del Kadí». Se trataba de un estudio fotográfico que reproducía un patio de la Alhambra, realizado así con el fin de ofrecer una oferta de fotografías al gusto para los turistas.
Además de especializarse como retratistas «árabes», Señán y Garzón también comercializaban muchas de sus propias imágenes, vendiendo desde postales a álbumes y colecciones de vistas. En poco tiempo este nuevo modelo de negocio cosechó un gran éxito, al punto de que Garzón y Señán se separan en 1901. Los dos montan sus propios estudios fotográficos en Granada, estableciendo Señán el suyo en los números 45 y 64 de la calle Real de la Alhambra bajo el nombre de «La gran mezquita de Boabdil». Debido a su creciente éxito, el negocio se extendió a otras ciudades, a la par que crecía la rivalidad entre ambos fotógrafos. Señán abrió en Córdoba una nueva galería, bajo el nombre de «La Mezquita de Boabdil», que se encontraba situada en una casa de la plaza del Triunfo, junto a la antigua Mezquita. Su familia también intervino en la gestión del negocio.
Falleció en 1911, repentinamente, tras haber enfermado del hígado.

## Obra

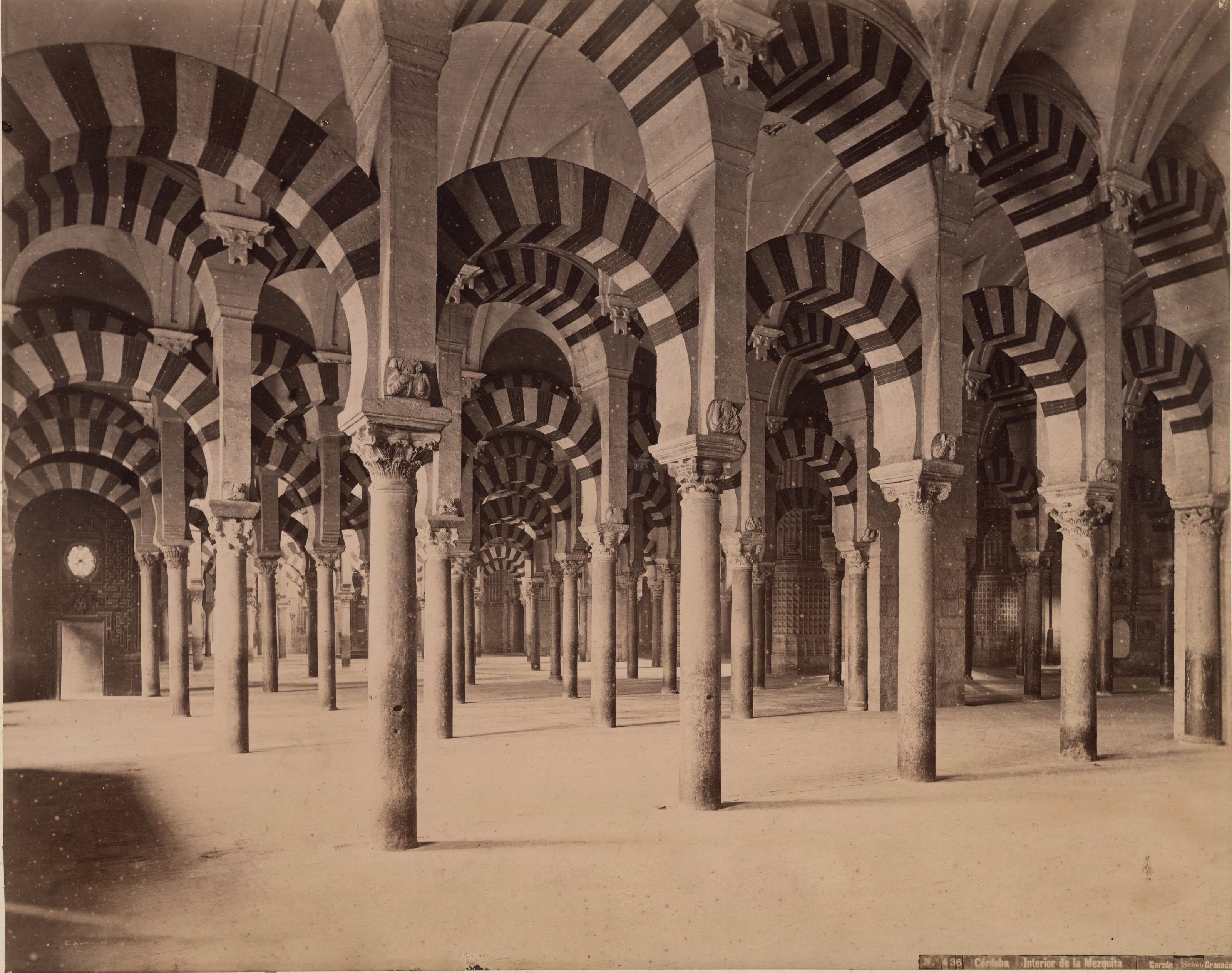
Interior de la mezquita de Córdoba, Garzón y Señán (c. 1890-1900)

Su obra ha pasado a la posterioridad principalmente por su faceta de retratista «árabe», destacando también por las galerías turísticas que abrió en Granada y Córdoba. Asimismo, llegó a producir su propia colección de vistas andaluzas en el primer lustro del siglo XX, formando un extenso catálogo monumental que incluye tomas de las ciudades de Granada, Cádiz, Córdoba, Málaga, Ronda y Sevilla, así como la ciudad de Tánger. Del archivo gráfico amasado por Rafael Señán se ha conservado en torno a un 80% de sus negativos, los cuales se encuentran depositados en el Archivo Histórico del Palacio de Viana en Córdoba.